# Mesolithischer Moorfundplatz Friesack
Der mesolithische Moorfundplatz Friesack am Südrand des Berliner Urstromtals ist eine von zahlreichen archäologischen Stätten zu einem von Jäger-Fischer-Sammler-Gruppen in der Nacheiszeit bevorzugten Lebensraum. Die Grabungen bieten einen umfangreichen Einblick in ihre Lebensweise und bezeugen den hohen Stand ihrer technischen Fertigkeiten. Gefunden wurden hier unter anderem die noch 2021 ältesten Netze der Welt.

## Forschungsgeschichte
Das im 18. Jahrhundert kultivierte Niederungsgebiet Unteres Rhinluch in West-Brandenburg, das zum Berliner Urstromtal gehört und an dessen Südrand die Stadt Friesack liegt, war in der älteren Nacheiszeit ein von Jäger-Fischer-Sammler-Gruppen bevorzugter Lebensraum, wie zahlreiche archäologische Stätten aus diesen Zeiten bezeugen. Als besonders erkenntnisergiebig erwies sich ein inmitten der Rhinluch-Niederung gelegener, zur Gemarkung Friesack gehöriger Fundplatz aus der Mittelsteinzeit (Mesolithikum) und aus der Jungsteinzeit (Neolithikum), den der Berliner Lehrer Max Schneider um 1910 entdeckt und auch schon mit Erfolg angegraben hatte.

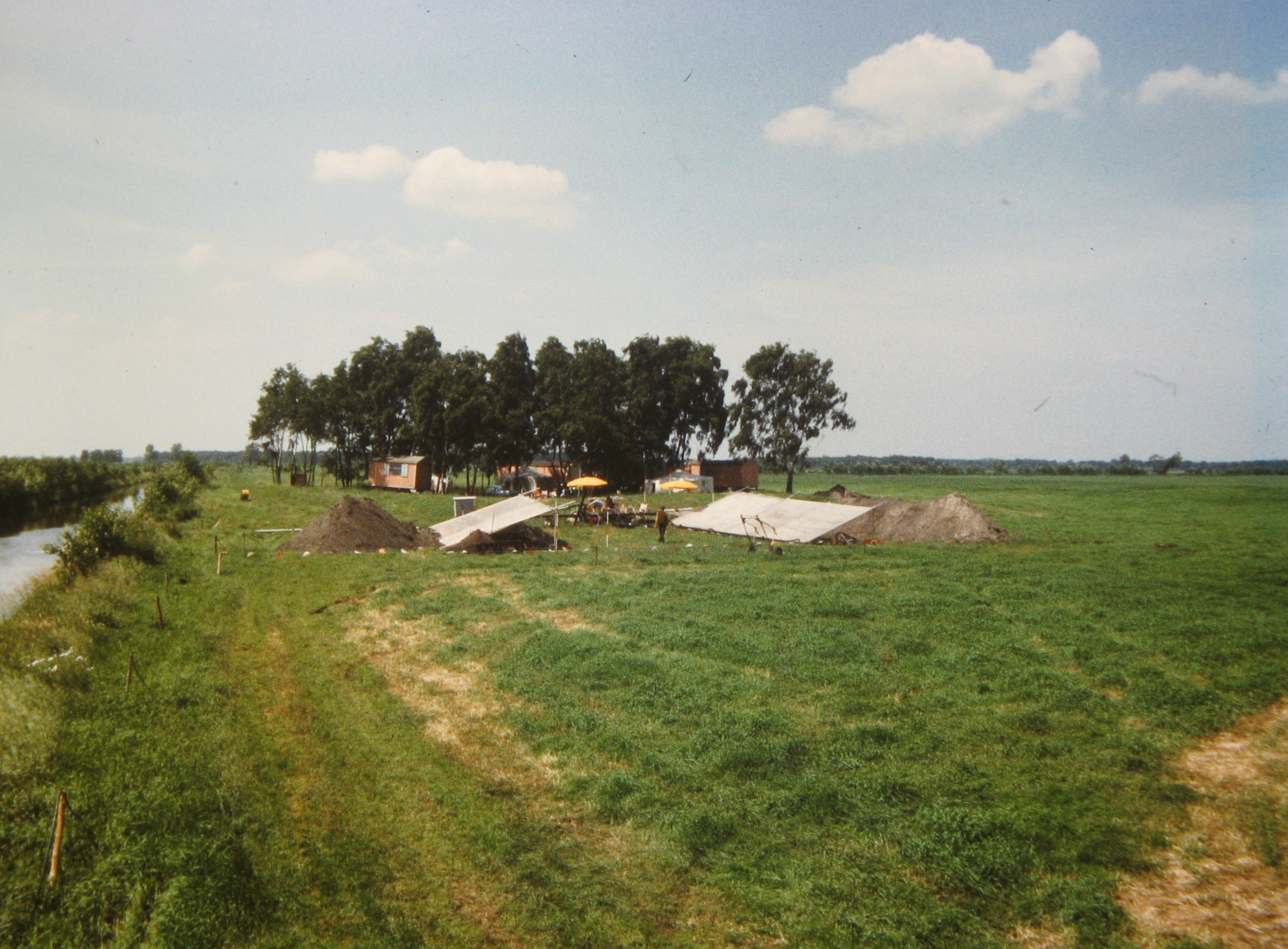
Die Fundstelle Friesack während der Ausgrabung

Bei einer weiteren Ausgrabung der Universität Berlin im Jahre 1940 wurden neben dem Wohnplatz unter Moorbedeckung im Grundwasser ungestörte mittelsteinzeitliche Schichten mit reichem archäologischen Fundgut, auch aus Knochen, Geweih und Holz, angetroffen. Die jüngsten Ausgrabungen durch das Museum für Ur- und Frühgeschichte Potsdam (ab 1990 Brandenburgisches Landesmuseum), die unter der Leitung von Bernhard Gramsch von 1977 bis 1989 und dann noch einmal 1998 vorgenommen wurden, waren Sicherungsgrabungen, nachdem bekannt geworden war, dass das Untere Rhinluch erneut melioriert und das Grundwasser dauerhaft abgesenkt werden sollte. Dadurch waren Schäden und Verluste vor allem an den noch bis dahin unter Grundwasser konservierten steinzeitlichen Fundsachen aus organischen Stoffen abzusehen. Untersucht wurden jetzt unter Grundwasserabsenkung ca. 300 Quadratmeter der Feuchtbodenschichten am Ostrand des einst von Jägern periodisch bewohnten Sandhügels.

Die wissenschaftlichen Ergebnisse der jüngsten Grabungen aus den 1990er Jahren übertrafen alle Erwartungen. Aus dem durch zahlreiche Radiokarbondatierungen gesicherten nacheiszeitlichen Zeitraum der mesolithischen „Jägersteinzeit“ von ca. 11 200 bis 7500 vor der Gegenwart wurde eine Vielzahl von Gerätschaften, Werkabfällen und Nahrungsresten gefunden: 130 000 Artefakte aus Feuerstein, 30 Geräte aus Felsgestein, über 800 Erzeugnisse aus Knochen, Tierzähnen und Geweihmaterial und 134 aus Holz und Baumrinde, schließlich Hunderte Fragmente von Netzen und Schnüren aus Baumbast, dazu mehr als 30 000 Tierreste der Jagdbeute und Fischreste.

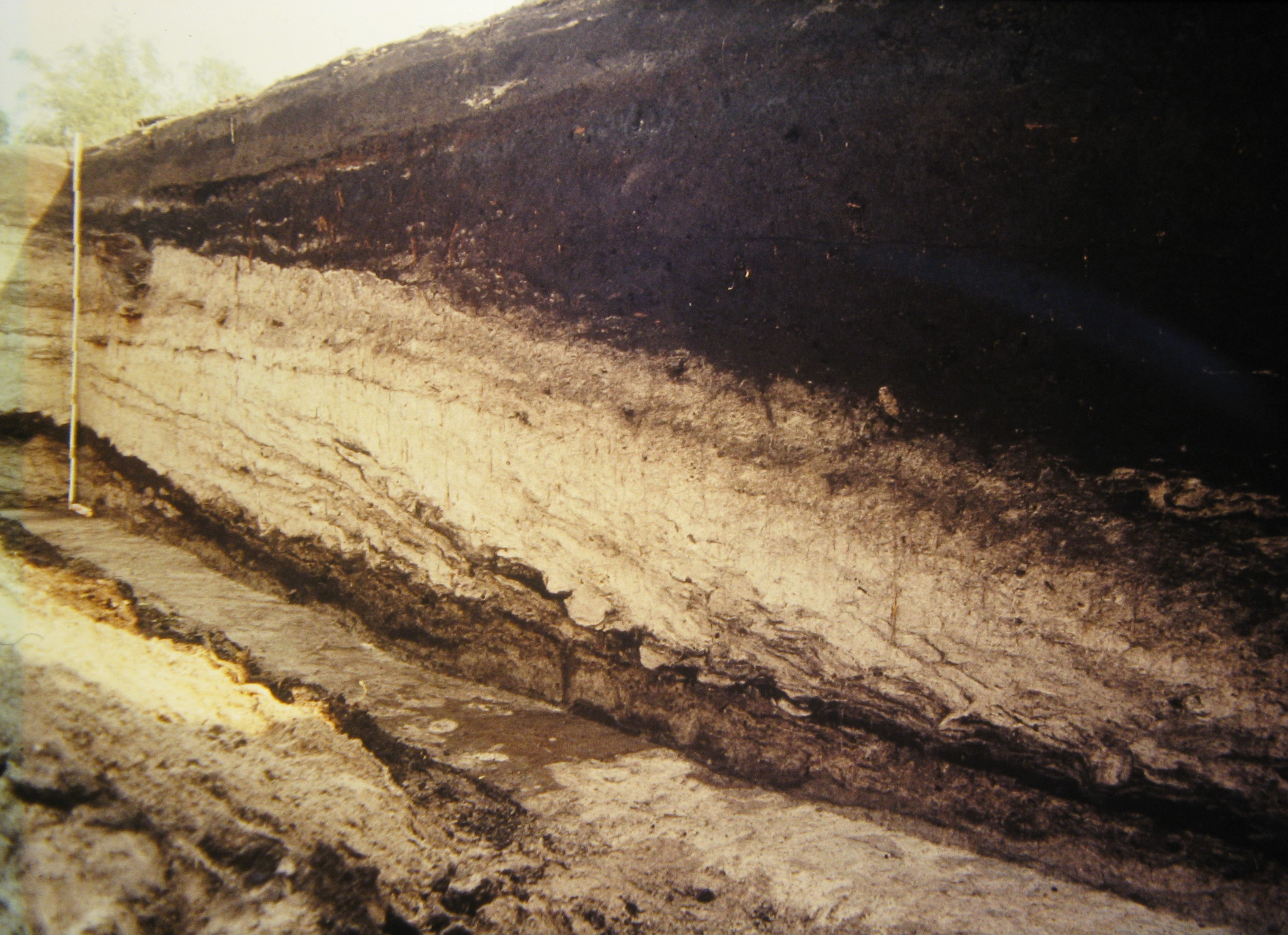
Sandige und humose Fundschichten aus vier Jahrtausenden unter der Moordecke

 Für die historische Auswertung wichtig ist die zeitliche Gliederung des Fundmaterials nach den übereinander liegenden, exakt datierten Schichten. Mit den Funden von Friesack liegt der bisher umfassendste und fast 4000 Jahre Lebensweise von Jäger-Fischer-Sammlern repräsentierende wissenschaftliche Quellenbestand Norddeutschlands und für Nordeuropa vor. Dazu kommt eine Vielzahl auswertbarer Relikte der seinerzeitigen Biosphäre, die in den Feuchtbodensedimenten gut erhalten und für die Naturgeschichte der Region auswertbar sind.

## Funde

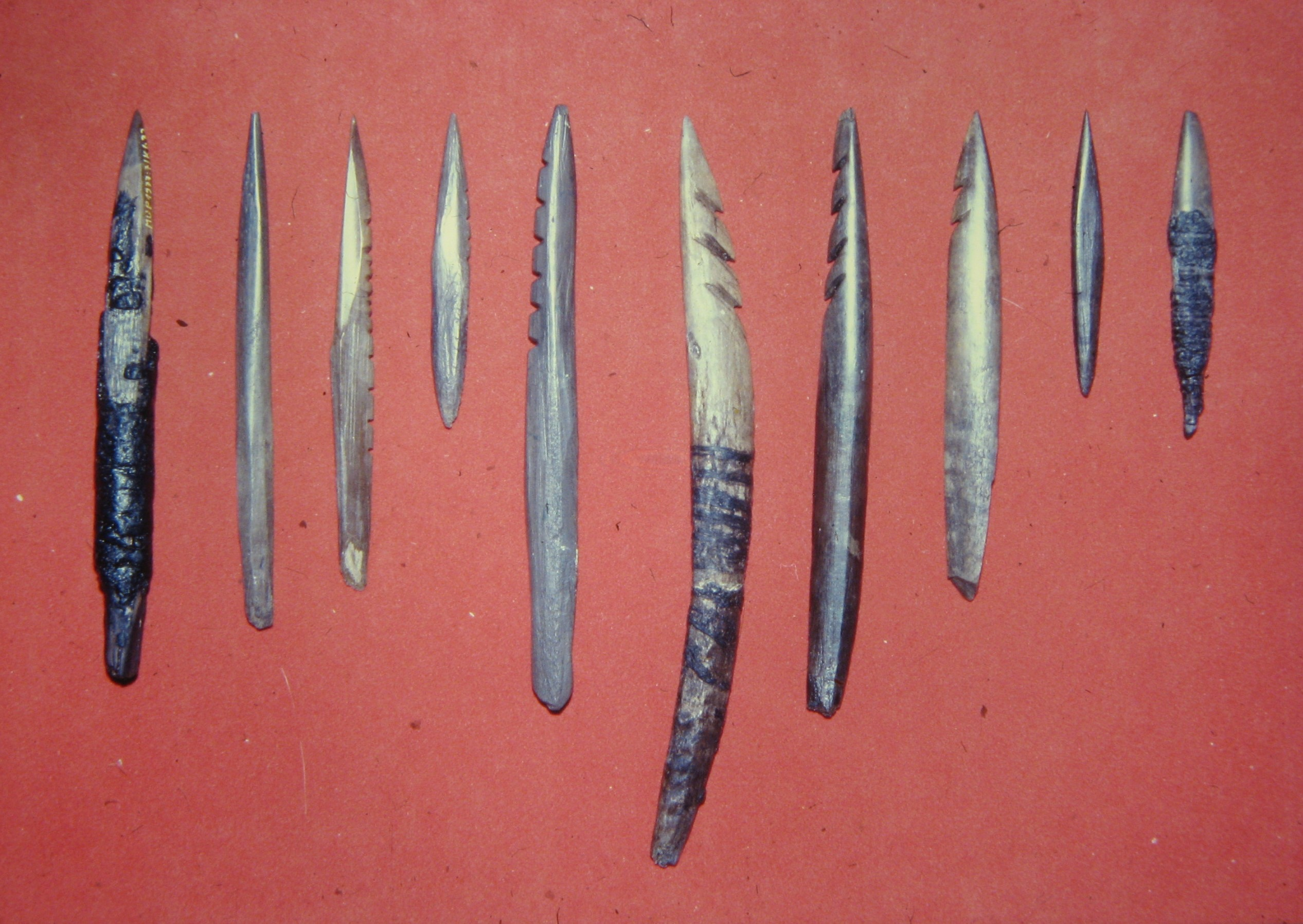
Aus Knochen gefertigte Speer- und Pfeilspitzen, ca. 10 000 Jahre alt

Unter dem Fundgut sind die Sachen aus organischen Stoffen von besonderem Interesse, weil solche aus Norddeutschland bisher nur sehr selten bei Ausgrabungen zutage gekommen sind. Sie belegen den Umfang der Ausrüstung für die Sicherung der Lebensbedürfnisse sowie die Techniken ihrer Fertigung als wesentliche Seiten der Lebenspraxis. Fast 400 Knochenspitzen und -fragmente von solchen waren mit Birkenpech angeklebte oder mit Baststreifen angebundene Bewehrungen von Speeren und Pfeilen, teils einfache Spitzen, teils mit Kerben, teils mit Widerhaken versehen. Zu den Knochen- und Geweihgerätschaften gehören Pfriemen, meißelartige Geräte, Beilklingen aus Hirschgeweih, Knochendolche, gelochte Hirschgeweihhacken, gelochte Fassungen aus Geweih, Rippenmesser und anderes mehr. An zwei Geweihhacken sind noch die Holzschäfte erhalten.

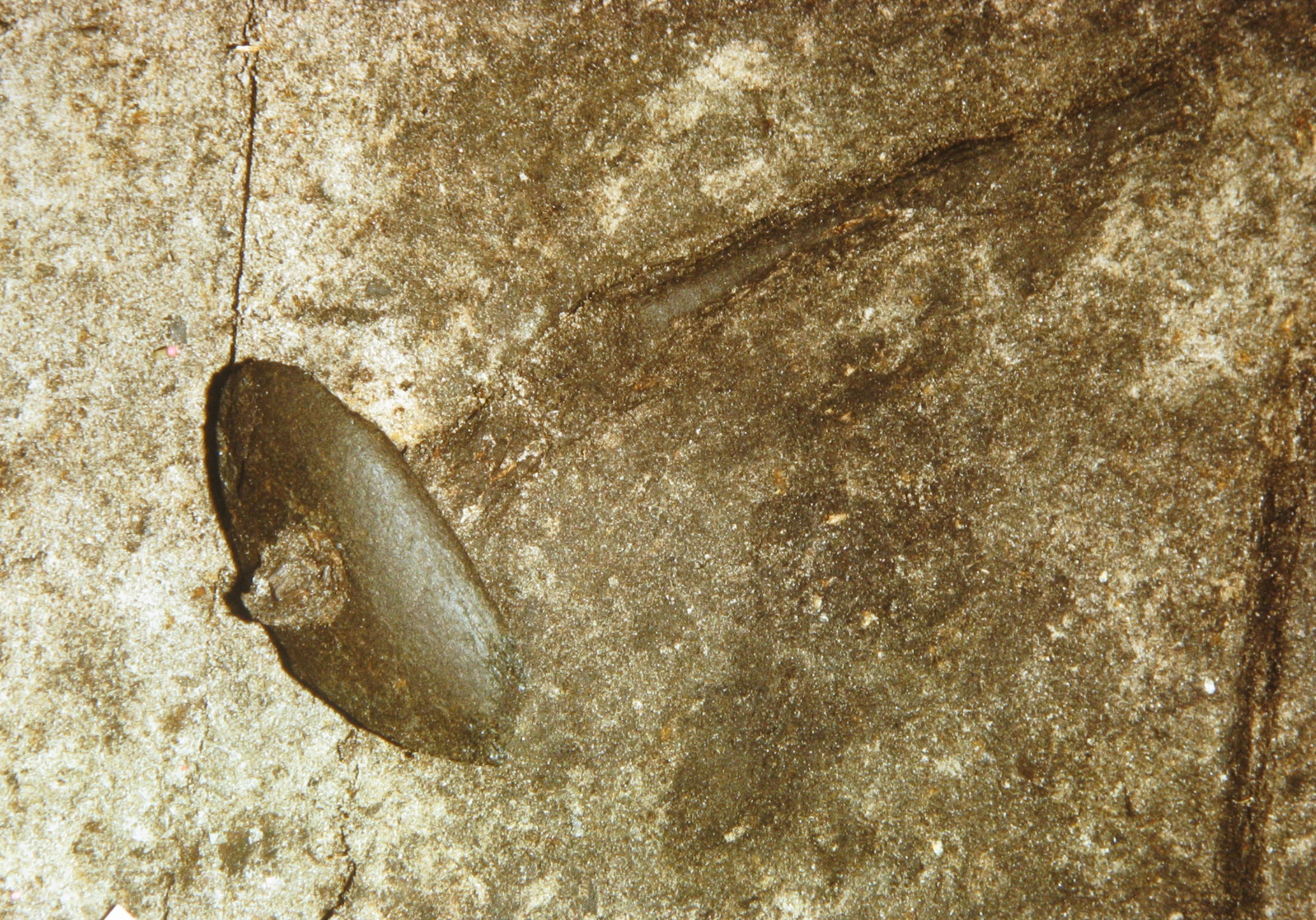
Steinkeule mit hölzernem Schaft, ca. 8500 Jahre alt

Zahlreiche Halbfabrikate und Abfälle der Knochen- und Geweihverarbeitung lassen die Herstellungstechniken erschließen. Die Holzverarbeitung ist durch über 100 Nutzgegenstände belegt. Es gibt Speer- und Pfeilfragmente aus Kiefernholz, Brettchen mit gegenständigen Kerben – vielleicht zum Aufwickeln von Schnur – zwei Wühlstöcke, zwei Paddel, mehrere Teile eines Einbaums aus einem Kiefernstamm, gelochte Fassungen aus Erlenwurzelholz, das Fragment einer sorgfältig flach ausgehöhlten Schale, ein längs durchbohrtes Astfragment mit zungenförmig ausgearbeitetem Ende – möglicherweise eine Flöte – und anderes mehr. Zahlreiche Stücke gerollter Birkenrinde dürften zur Gewinnung von Birkenpech gesammelt worden sein, das nicht nur an Knochenspitzen, sondern auch mit zahlreichen Plättchen und Klümpchen vorliegt. Letztere zeigen teilweise Zahnabdrücke, sind also gekaut worden.
Einmalig für eine altmesolithische Fundstation in Europa sind viele größere und kleinere Fragmente von Netzen, Seilen und Schnüren aus Weidenbast. Es gibt knotenlos gemachte Netze, die wohl eher Transport- oder Fangnetze waren, und auch geknotete Netze für den Fischfang. Bei den Seilen sind gedrehte und in Zopftechnik gefertigte Seile vorhanden. Die Netzfunde sind mit 11 000 Jahren derzeit die ältesten in der Welt, ihre Erhaltung wie auch der zahlreichen Holzsachen beruht auf der Einlagerung in mineralarmen Sanden und Rohhumuslagen, die von weitestgehend pH-neutralem Grundwasser durchströmt wurden und bis heute werden.

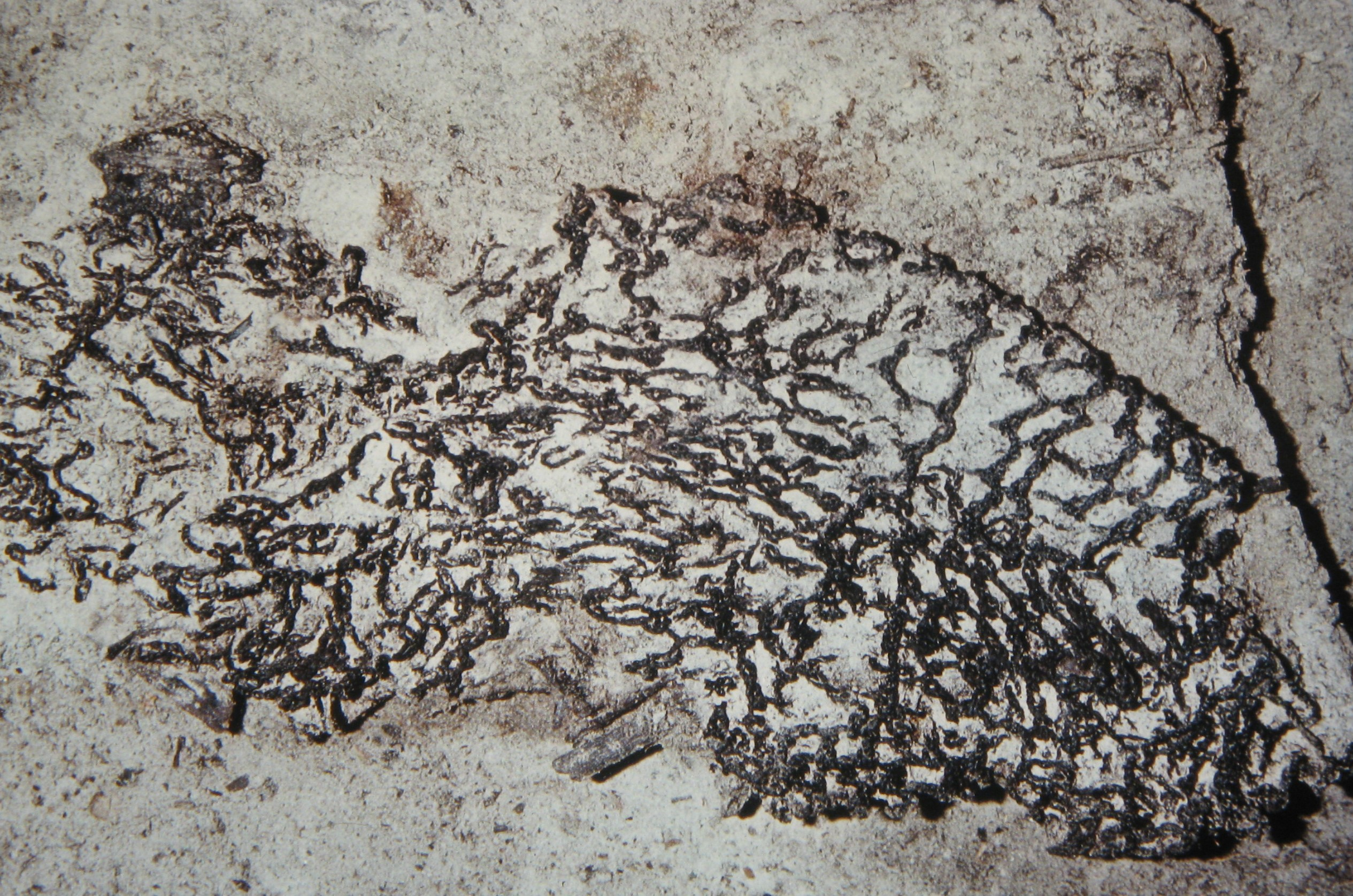
Netzfragment aus Weidenbastgarn, ca. 10 000 Jahre alt

Eine Anzahl von Geweih- und Knochenobjekten ist mit Ritzungen versehen, die teils ornamentalen Charakter haben, teils Symbole sein dürften, deren Bedeutung natürlich nicht zu enträtseln ist. Dazu gehören mehrere Hirschgeweihstäbe, die am Wurzelende des Geweihs gelocht sind.

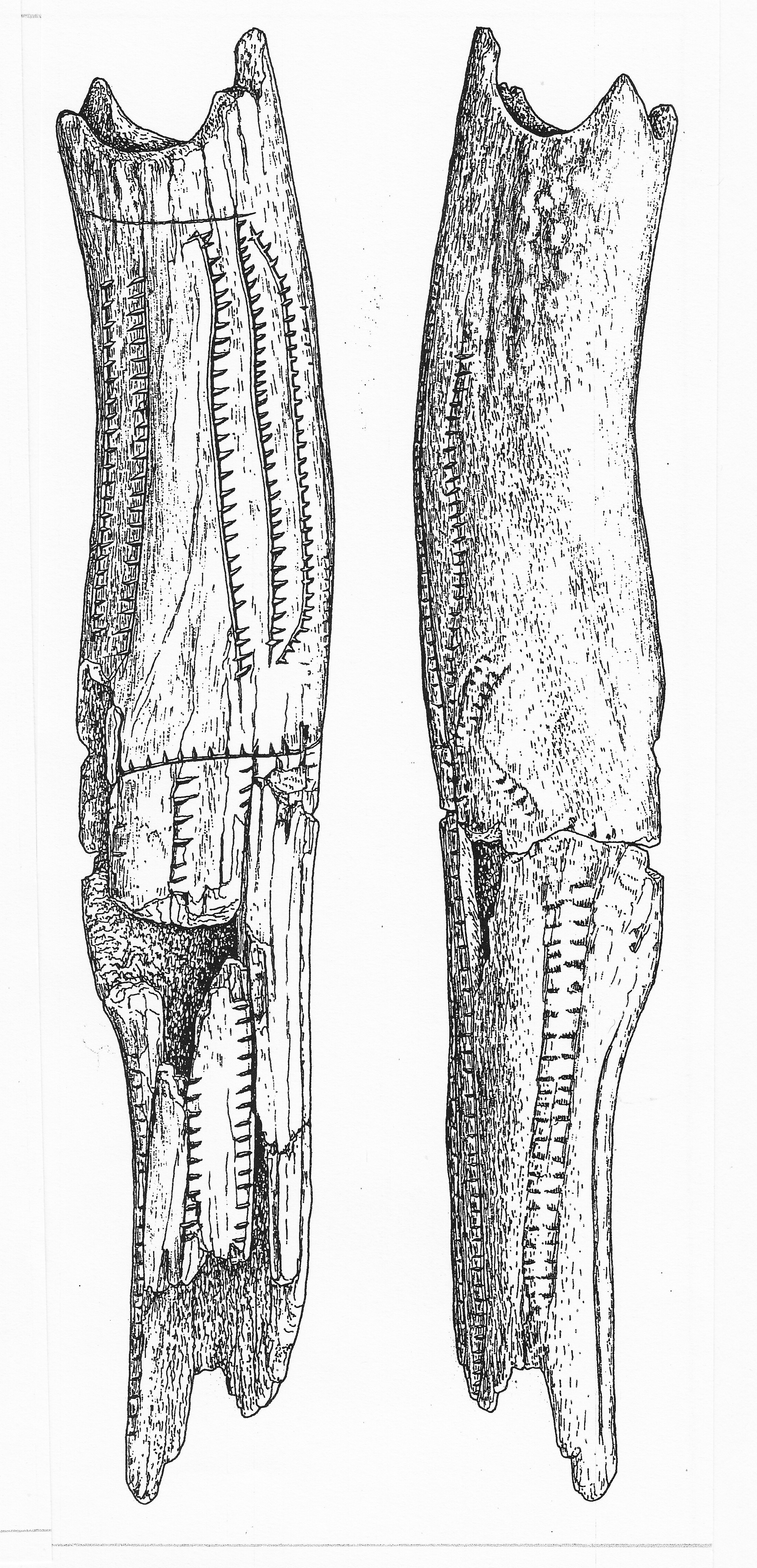
Hirschgeweih-Lochstab mit Ritzornamenten, ca. 10 500 Jahre alt

Mit Knochenanhängern und gelochten Tier- und Menschenzähnen liegen Schmucksachen vor. Nach den Knochenfunden bestand die Jagdbeute vor allem aus Elch, Hirsch, Reh, Wildschwein und Biber; Vogelreste liegen überwiegend von Gänsen und Entenvögeln vor, dazu auch von Auerhuhn und Kranich. An Fischen wurden vor allem Hechte und Flussbarsch gefangen, in der Spätzeit der jägerischen Besiedlung auch nicht wenige Welse.

## Erkenntnisse
Das zahlreiche und vielfältige Fundgut bezeugt eine umfangreiche materielle Ausstattung der mesolithischen Jäger-Gruppen zur Sicherung ihres Lebensunterhalts. Es belegt zugleich auch die handwerklichen Aufwendungen bei der Fertigung der Sachen am Lagerplatz. Die dortigen Aufenthalte im Jahresrhythmus der Nutzung eines größeren Territoriums dürften mehrere Wochen bis mehrere Monate gedauert haben. Sicher sind auf dem Wohnplatz selbst Behausungen errichtet worden, worauf zahlreiche Stamm- und Astfragmente, Bretter und Zweigwerk in der Randzone des angrenzenden Gewässers deuten. Belegt sind auch drei Gruben, die höchstwahrscheinlich zum Schöpfen von frischem Trinkwasser angelegt worden sind, wie in zwei Gruben gefundene Behälter aus Birkenrinde und ein Schildkröten-Rückenpanzer andeuten.
Erst 1980 wurde in ca. 500 m Entfernung zum vorher behandelten Fundplatz ein weiterer, ebenfalls an einem ehemaligen, jetzt verlandeten Gewässer gelegener mittelsteinzeitlicher Wohnplatz entdeckt, der ebenfalls zur Gemarkung Friesack gehört. Hier setzte die menschliche Besiedlung etwa zur gleichen Zeit ein, doch endete sie schon nach rund 600 Jahren. Auch hier ist bei den Ausgrabungen 1989 durch das Museum für Ur- und Frühgeschichte Potsdam ein umfangreiches Fundmaterial zutage gekommen: aus Feuerstein, Knochen, Geweihmaterial und Holz, ferner Tierknochen der Jagdbeute. Vermutlich haben die Jäger-Fischer-Sammler, die einst die heutige Rhinluch-Region aufsuchten, einige Zeit lang beide Plätze im Wechsel für ihre Aufenthalte und ihre Nutzungszwecke genutzt. Nach den gleichartigen natürlichen Voraussetzungen im gesamten Unteren Rhinluch kann angenommen werden, dass hier noch weitere mesolithische Feuchtbodenstationen der Entdeckung harren.
Die Grabungen in Friesack bieten in besonderem Maße die Möglichkeit, wirtschaftliche Aktivitäten und Lebensweise der einst hier lebenden „Mesolithiker“ zu erforschen. Die intensive Nutzung aller natürlichen Rohstoffe und ihre Verarbeitung bezeugen den hohen Stand der technischen Fertigkeiten von Jäger-Fischer-Sammler-Gesellschaften. Es herrschte Bedarf an weit gefächerten Gerätschaften und Mitteln für die Sicherung des Lebensunterhalts. Aus der Vielzahl von fertigen Sachen, Halbfabrikaten und Fragmenten darf man schließen, dass die Gegenstände einerseits am Platz gefertigt worden sind, aber andererseits – sobald sie unbrauchbar oder überflüssig wurden – direkt am Gewässer als Abfall entsorgt oder vom Wohnplatz durch das Wasser unkontrolliert verschwemmt und dann auf dem jeweiligen Grund unweit des Wohnplatzes ab- bzw. eingelagert worden sind. Es kann aber auch damit gerechnet werden, dass Gegenstände absichtlich im Wasser in Ufernähe deponiert worden sind. Zweimal sind je sechs Knochenspitzen in einer Lage beieinander gefunden, die keinen Zweifel an ihrer absichtlichen Deponierung lässt. Viele der einzeln gefundenen Knochen- und Geweihgeräte, auch geschäftete Stücke, sind völlig intakt und gebrauchsfähig. Das deutet darauf, dass sie absichtlich unter Wasser abgelegt worden sind, ob für den künftigen Gebrauch oder aus kultischen oder uns verschlossenen Gründen, ist natürlich unklar.

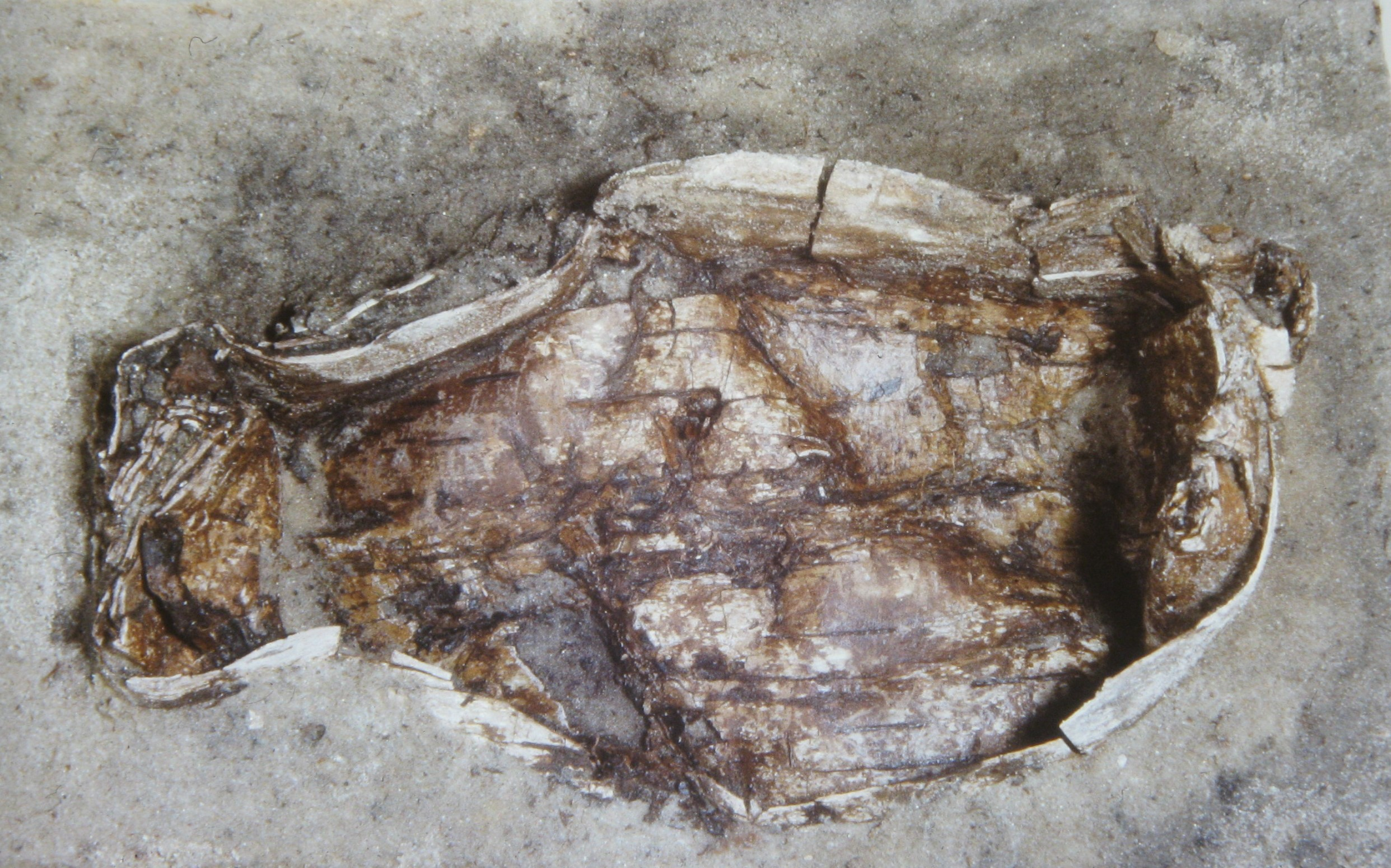
Gefalteter Behälter aus Birkenrinde, ca. 10 000 Jahre alt

Die große Anzahl der fundhaltigen Sedimentlagen im ehemaligen Flachwasser neben dem Wohnplatz geht auf die Aufenthalte von Jägergruppen zurück, indem bei menschlichen Anwesenheiten und Aktivitäten auf dem Sandhügel durch Wind, Regenwasser und Uferabbruch Sand vom Hügel in den Ufersaum eingetragen wurde. Über den ins Wasser geratenen Sanden setzten sich dann humose Bänder ab, bestehend aus Rohhumus vom Hügel her und aus abgestorbenen Wasserpflanzen, mit eingewehten größeren und kleineren Partikeln von Holzkohle, die aus den Feuerstellen der Jäger stammten. Nach diesen markanten Sedimentfolgen kann für den Fundplatz Friesack auf ca. 60 Anwesenheiten von mittelsteinzeitlichen Jägern geschlossen werden. Der Platz wurde offensichtlich wegen seiner günstigen Lage immer wieder, aber offenbar nicht jährlich, aufgesucht: als Standlager zum Jagen in der näheren und ferneren Umgebung, zum Fischfang sowie zur Gewinnung der Rohmaterialien Holz und Baumrinde, dazu auch dem Suchen nach Feuerstein und anderem Steinmaterial in dem Endmoränengelände am Südrand des Rhinluchs, schließlich zum Ausführen aller Tätigkeiten am Platz selbst, wie Nahrungszubereitung und dem breiten Spektrum handwerklicher Arbeiten. Die breite Niederungslandschaft des Urstromtals – mit zahlreichen Fließ- und Stillgewässern, mit Trockenrasen-Offenland, Weidengebüsch und Birken-/Kiefernwald – war sicher wenigstens jahreszeitlich besonders reich an jagdbarem Wild und Wassergeflügel, belegt durch die archäozoologische Untersuchung der überreichlichen Tierknochenfunde von der Grabungsstation Friesack.
Zahlreiche Fundgegenstände aus der Grabung Friesack befinden sich in der Dauerausstellung des Archäologischen Landesmuseums Brandenburg.